# Rasdeljajuschtschi-Gletscher
Der Rasdeljajuschtschi-Gletscher (russisch Ледник Разделяющий Lednik Rasdeljajuschtschi, deutsch ‚Teilungsgletscher‘) ist ein rund 8 km langer und stark zerklüfteter Gletscher im ostantarktischen Mac-Robertson-Land. Er fließt vom südzentralen Plateau des Cumpston-Massivs in den Prince Charles Mountains in nordwestlicher Richtung zum Mellor-Gletscher, den er 5 km südwestlich des Patrick Point erreicht. 
Sowjetische Wissenschaftler benannten ihn 1987. Namensgebend ist der Umstand, dass der Gletscher das Cumpston-Massiv in zwei Hälften zu teilen scheint.